# توکای زمینی حبشی
توکای زمینی حبشی (نام علمی: Geokichla piaggiae) یک توکا از تیرهٔ توکایان (Turdidae) و بومی شمال شرقی آفریقا است که در ارتفاع بالا در جنگل‌های کوهستانی زندگی می‌کند. نام‌گذاری دونامی نام اکتشافگر ایتالیایی سدهٔ نوزدهم از شرق آفریقا کارلو پیاجا را یاد می‌کند.

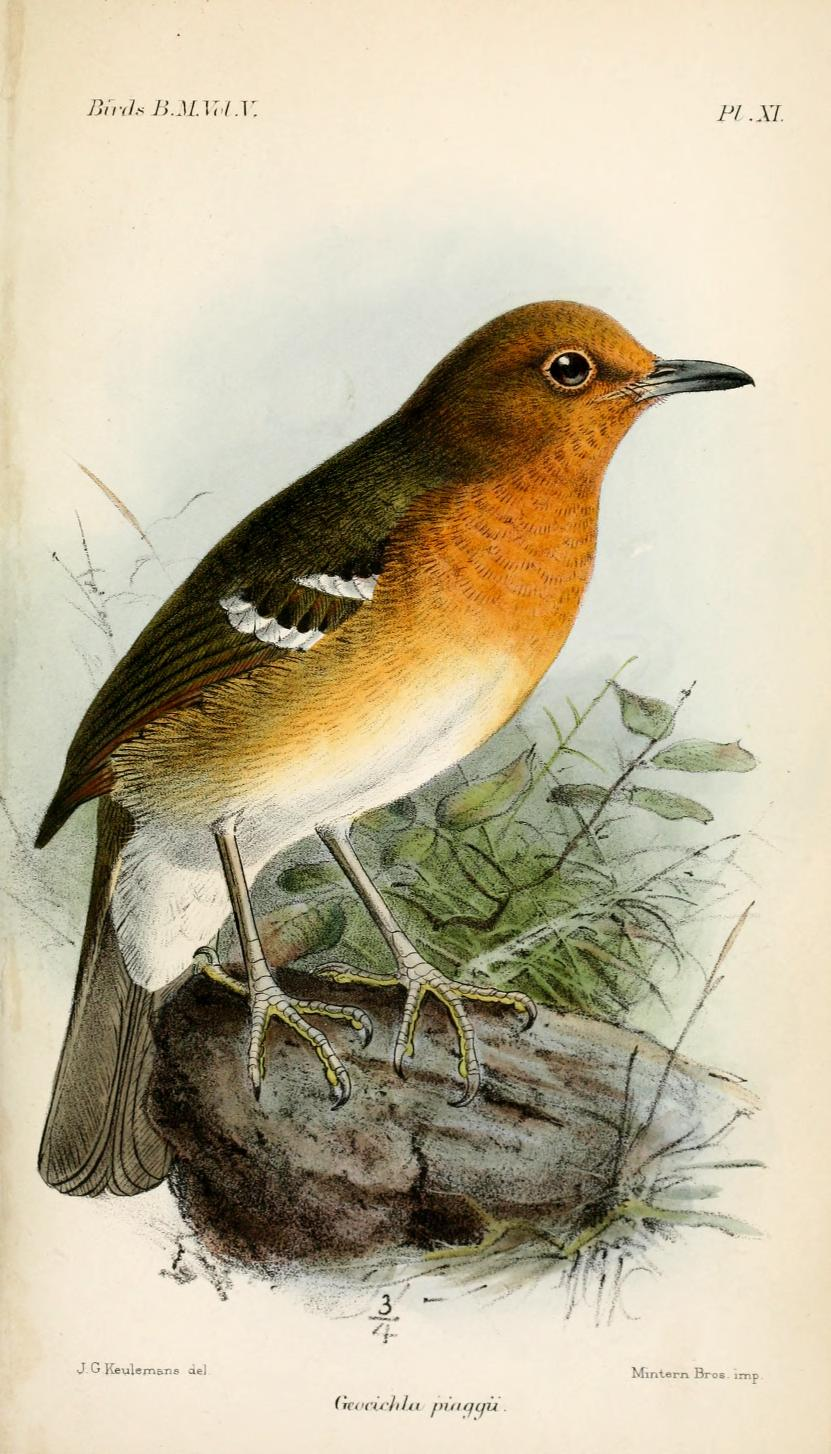
نگاره توسط Keulemans، ۱۸۸۱